# Buket Bengisu
Buket Bengisu (Istanboel, 1978) is een Turkse zangeres.
Ze komt uit een muzikale familie en kwam dus al jong in aanraking met muziek. Als kind had ze al les in piano, gitaar en zang. Nadat ze aan het nationaal conservatorium afstudeerde in 2000 besloot ze drama, musical en theater te gaan studeren.
In 2002 werd ze zangeres van een groep genaamd Safir. De andere groepsleden zijn Eser Alioglu, Dilek Aba, Gülnur Gökce en Sitare Bilge. Uit vijf kandidaten werden ze gekozen om Turkije te vertegenwoordigen op het Eurovisiesongfestival 2002 met een liedje getiteld "Leylaklar soldu kalbinde".
1975: Semiha Yankı · 
1978: Nilüfer & Nazar · 
1980: Ajda Pekkan · 
1981: Modern Folk Trio & Ayşegül · 
1982: Neco · 
1983: Çetin Alp & The Short Waves · 
1984: Beş Yıl Önce On Yıl Sonra · 
1985: MFÖ · 
1986: Klips ve Onlar · 
1987: Seyyal Taner & Lokomotif · 
1988: MFÖ · 
1989: Pan · 
1990: Kayahan · 
1991: İzel Çeliköz, Reyhan Karaca & Can Uğurluer · 
1992: Aylin Vatankoş · 
1993: Burak Aydos · 
1995: Arzu Ece · 
1996: Şebnem Paker · 
1997: Şebnem Paker & Grup Etnik · 
1998: Tüzmen · 
1999: Tuba Önal & Grup Mistik · 
2000: Pınar Ayhan & Grup SOS · 
2001: Sedat Yüce · 
2002: Buket Bengisu & Grup Safir · 
2003: Sertab Erener · 
2004: Athena · 
2005: Gülseren · 
2006: Sibel Tüzün · 
2007: Kenan Doğulu · 
2008: Mor ve Ötesi · 
2009: Hadise · 
2010: MaNga · 
2011: Yüksek Sadakat · 
2012: Can Bonomo